# Alphonse-Marie-Adolphe de Neuville
Alphonse-Marie-Adolphe de Neuville (Saint-Omer, 31 maggio 1835 – Parigi, 18 maggio 1885) è stato un pittore francese accademico che studiò sotto Eugène Delacroix. I suoi soggetti militari, drammatici e intensamente patriottici, oltre a ritratti di soldati,  hanno illustrato episodi della guerra franco-prussiana, della guerra di Crimea e della guerra degli Zulu. Alcune sue opere sono state raccolte dal Museo Hermitage di San Pietroburgo e dal Metropolitan Museum di New York.

## Biografia

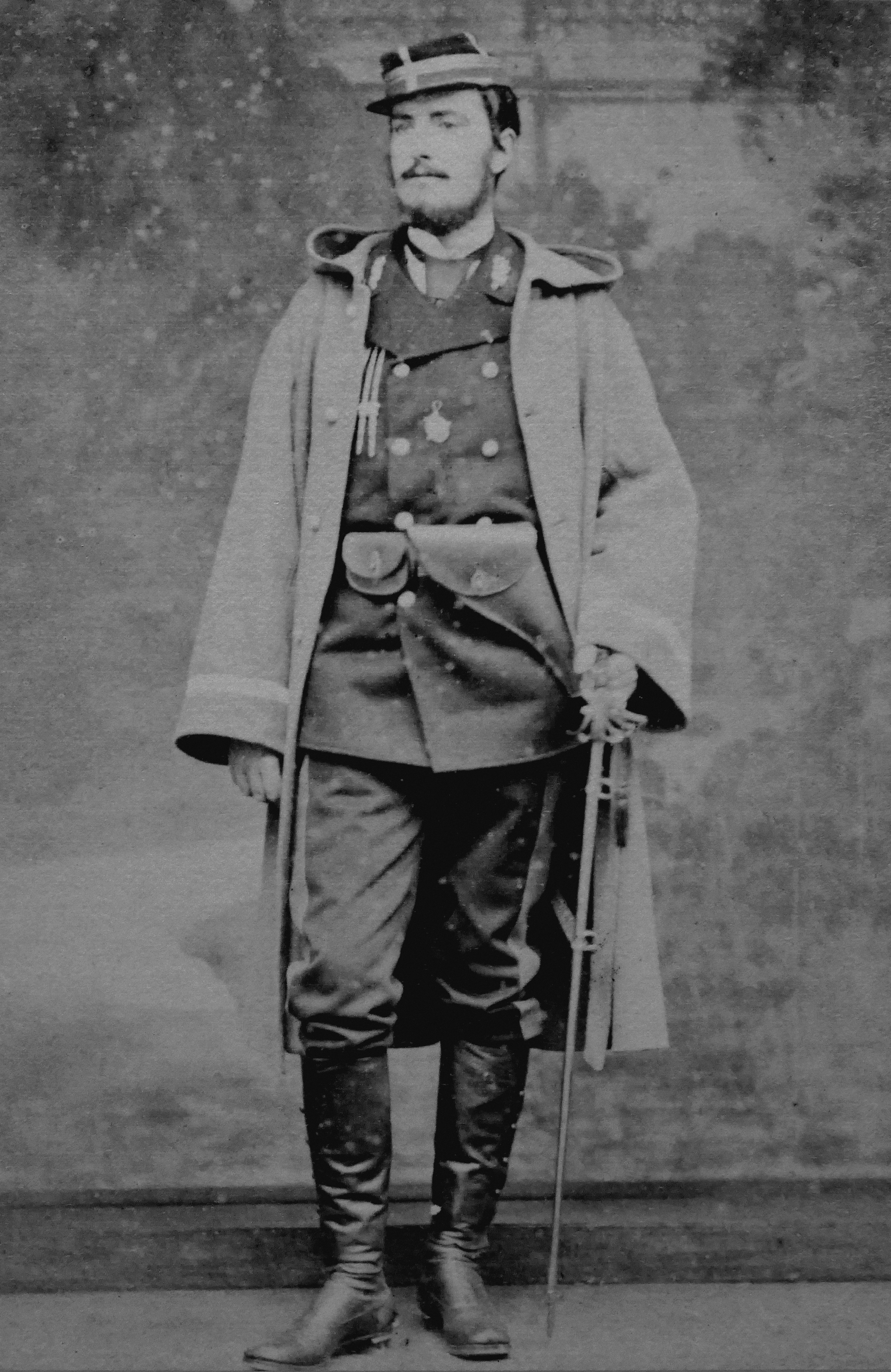
Neuville in uniforme della Guardia Nazionale nel 1870–1871.

Nato Alphonse-Marie-Adolphe Deneuville da ricchi genitori di Saint-Omer, Passo di Calais, Edouard Deneuville, fabbricante di candele e scrittore di versi, e Louise Sophie Reumaux, si guadagnò il suo diploma di bachelier ès-lettres e, nonostante l'opposizione dei familiari, entrò (1856) nella scuola navale di Lorient; fu lì che esordì il suo istinto artistico.
Fu scoraggiato da diversi pittori di fama, ma fu ammesso a lavorare nello studio di François-Edouard Picot; non rimase lì a lungo. Stava dipingendo da solo quando realizzò il suo primo quadro, Le Cinquième bataillon de chasseurs à la batterie Saint-Gervais (Il quinto battaglione di cacciatori alla batteria di Gervais) (battaglia di Malakoff). Nel 1860 Neuville dipinse un Épisode de la prise de Naples par Garibaldi (Episodio della presa di Napoli da parte di Garibaldi) per il Club degli artisti in rue de Provence ed inviò al Salon di Parigi nel 1861 Les chasseurs de garde à les tranchées du Mamelon-Vert (I Cacciatori della Guardia nelle trincee del Mamelon-Vert).

## Illustratore e artista militare
Partecipò all'illustrazione delle edizioni di Ventimila leghe sotto i mari di Pierre-Jules Hetzel. Illustrò anche Le Tour du monde e la Storia della Francia di François Guizot. Allo stesso tempo dipinse una serie di straordinari dipinti: L'attacco nelle strade del Magenta degli Zuavi e la cavalleria leggera (1864), Una sentinella Zuava (1865), La battaglia di San Lorenzo (1867) e Cavalleria smontata che attraversa la Cernaia (1869). In questi ha dimostrato una visione particolare della vita militare.
Il culmine della sua carriera fu raggiunto dopo la guerra franco-prussiana del 1870-1871. La reazione francese a lungo termine fu il revanchismo: un profondo senso di amarezza, odio e richiesta di vendetta contro la Germania, soprattutto a causa della perdita dell'Alsazia e della Lorena. I dipinti che enfatizzavano l'umiliazione della sconfitta erano molto richiesti, come La spia di de Neuville.
Mirò quindi a rappresentare nelle sue opere gli episodi di quella guerra e iniziò rappresentando il Bivacco prima di Le Bourget (1872). La sua fama si diffuse rapidamente e fu accresciuta da Le ultime cartucce (1873), che commemora un episodio che coinvolse la Divisione Blu dei marines francesi, in cui è facile discernere la grande differenza tra il trattamento convenzionale dei soggetti militari, come praticato da Horace Vernet e quella di un uomo che aveva vissuto la vita che dipingeva.
Combattimento su una ferrovia (1874) ebbe ugualmente successo e fu seguito da Attacco a una casa a Villersexel (1875) e dal Ponte ferroviario di Styring (1877). Nel 1878 il pittore espose (non alla Esposizione universale) Le Bourget, Sorpresa all'alba, Il messaggero intercettato e un numero considerevole di disegni. Espose anche a Londra alcuni episodi della guerra Zulu. Cinquantamila persone pagarono per vedere la sua impressione di La difesa di Rorke's Drift (1880), per acquisire il quale la Galleria d'arte del New South Wales a Sydney pagò una grossa somma.
Nel 1881 fu nominato ufficiale della Legione d'Onore per Il cimitero di Saint-Privat, Il messaggero intercettato e Unni nella battaglia di Chalon. In questi anni Neuville lavorò con Édouard Detaille su un'importante ma meno artistica opera, Il Panorama di Rézonville.
Neuville morì a Parigi il 18 maggio 1885. Alla vendita delle sue opere lo stato acquistò per il Palazzo del Lussemburgo i dipinti Le Bourget e Attacco a una casa barricata, l'acquerello La discussione e il disegno Turco in assetto da combattimento.

## Galleria d'immagini

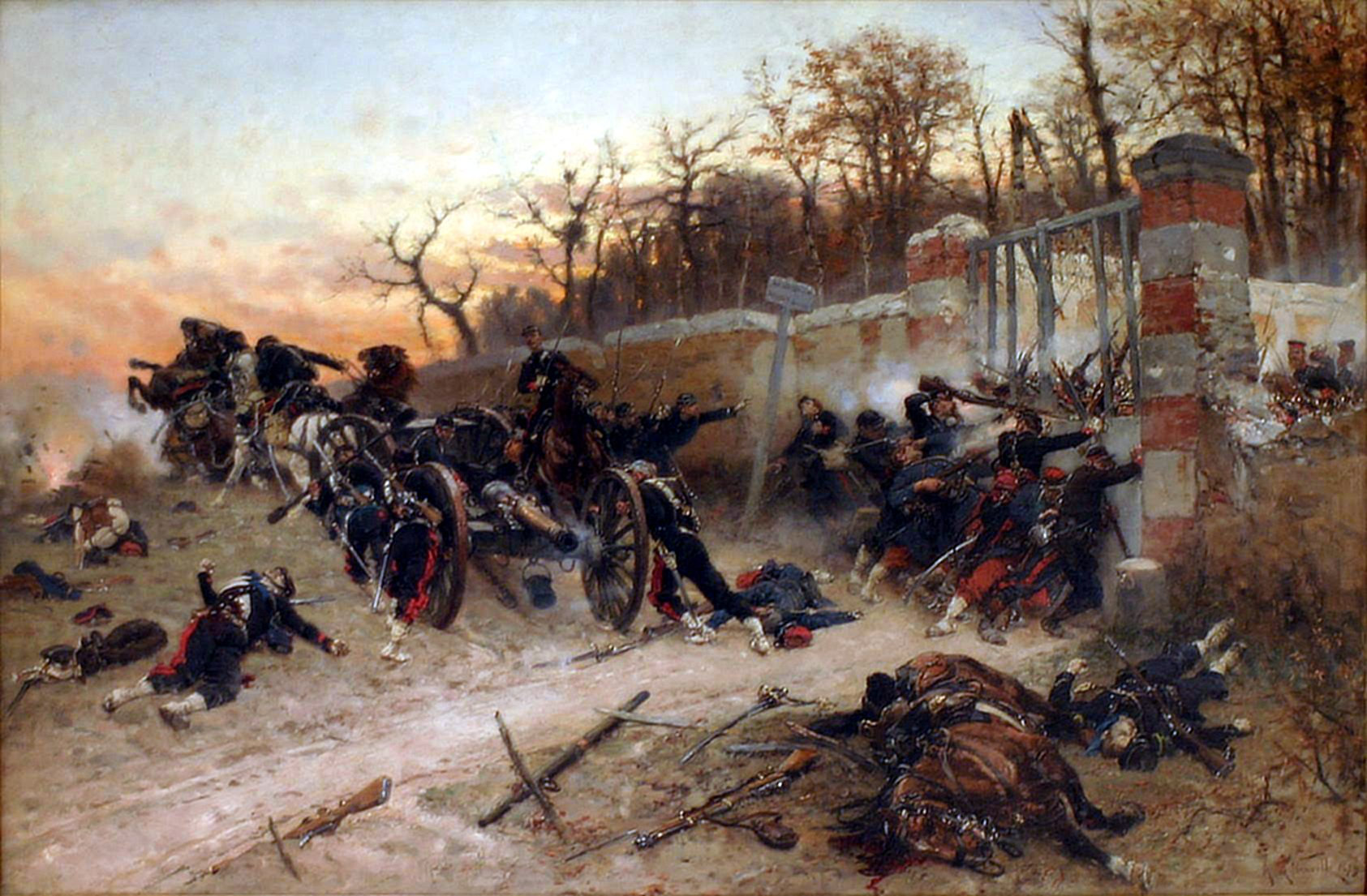
Défense de la porte de Longboyau, 21 octobre 1870 (1879)
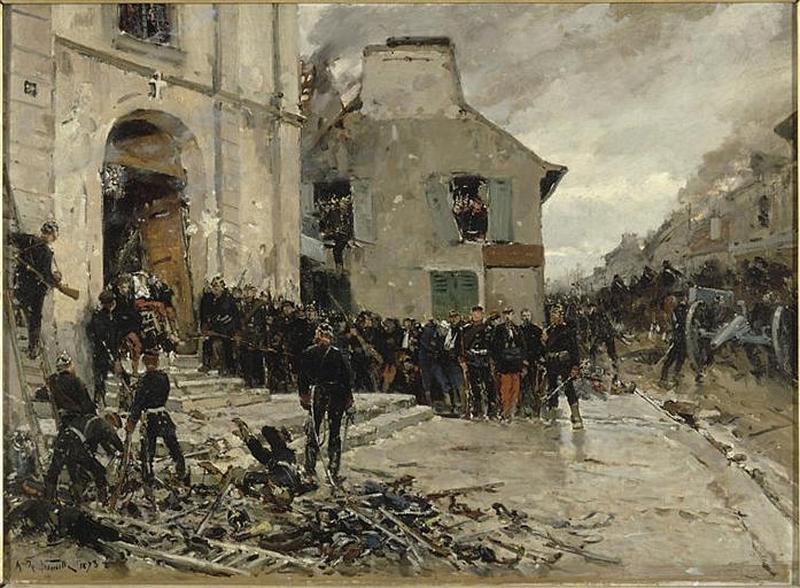
Le Bourget (1878)
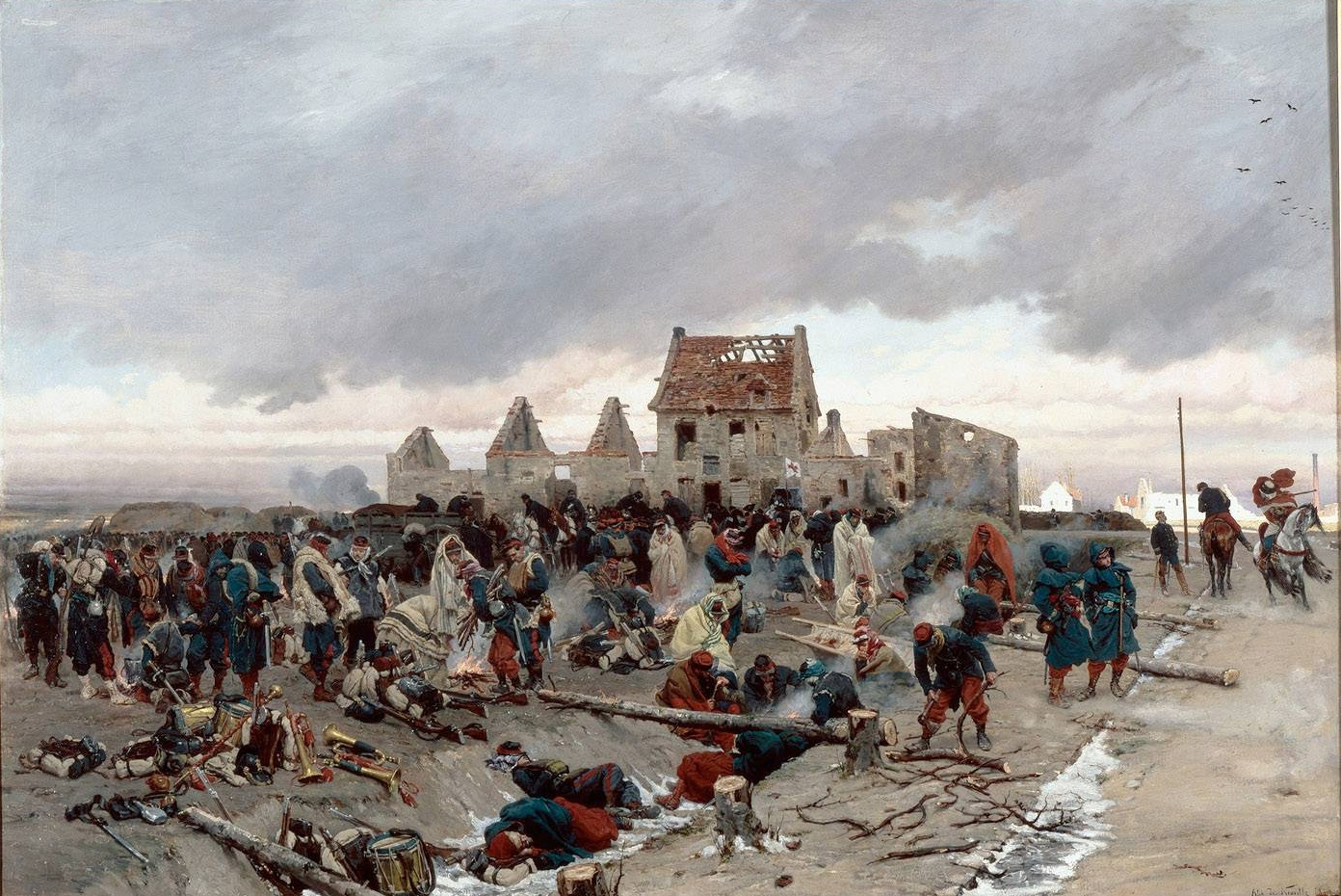
Bivacco dopo la battaglia del Bourget, 21 dicembre 1870 (1873)
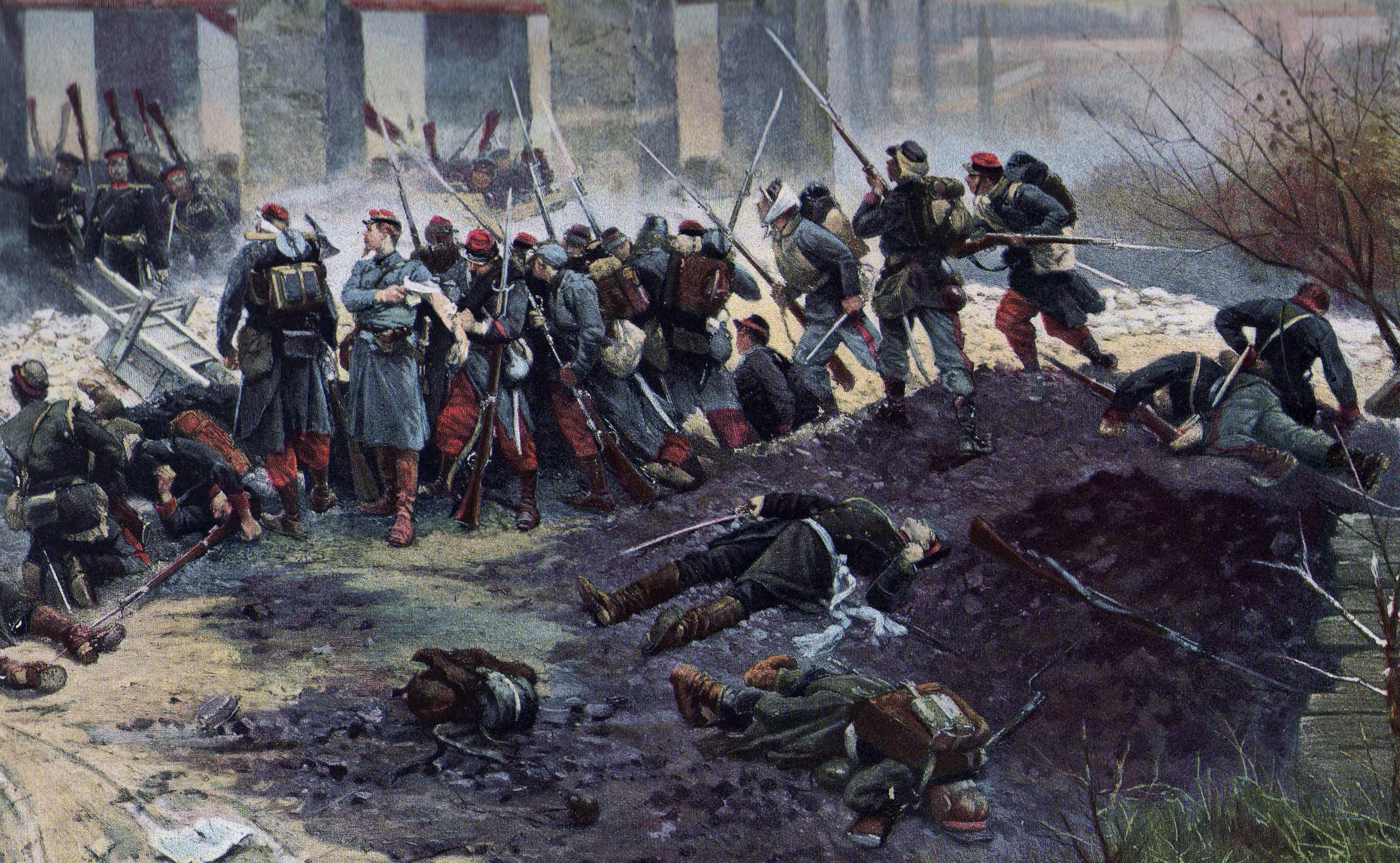
Bataille de Champigny (1870)
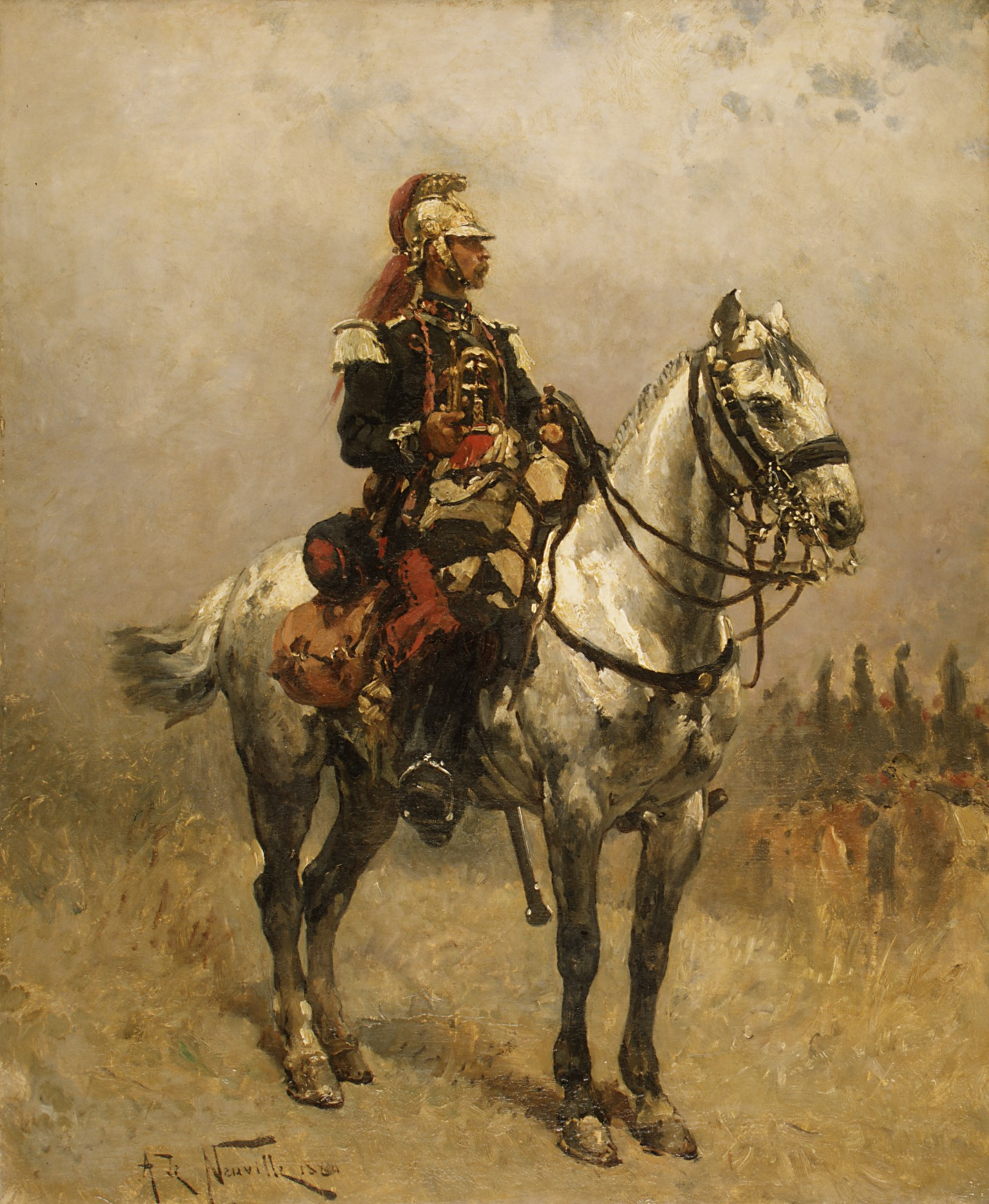
A Cavalryman (1884)
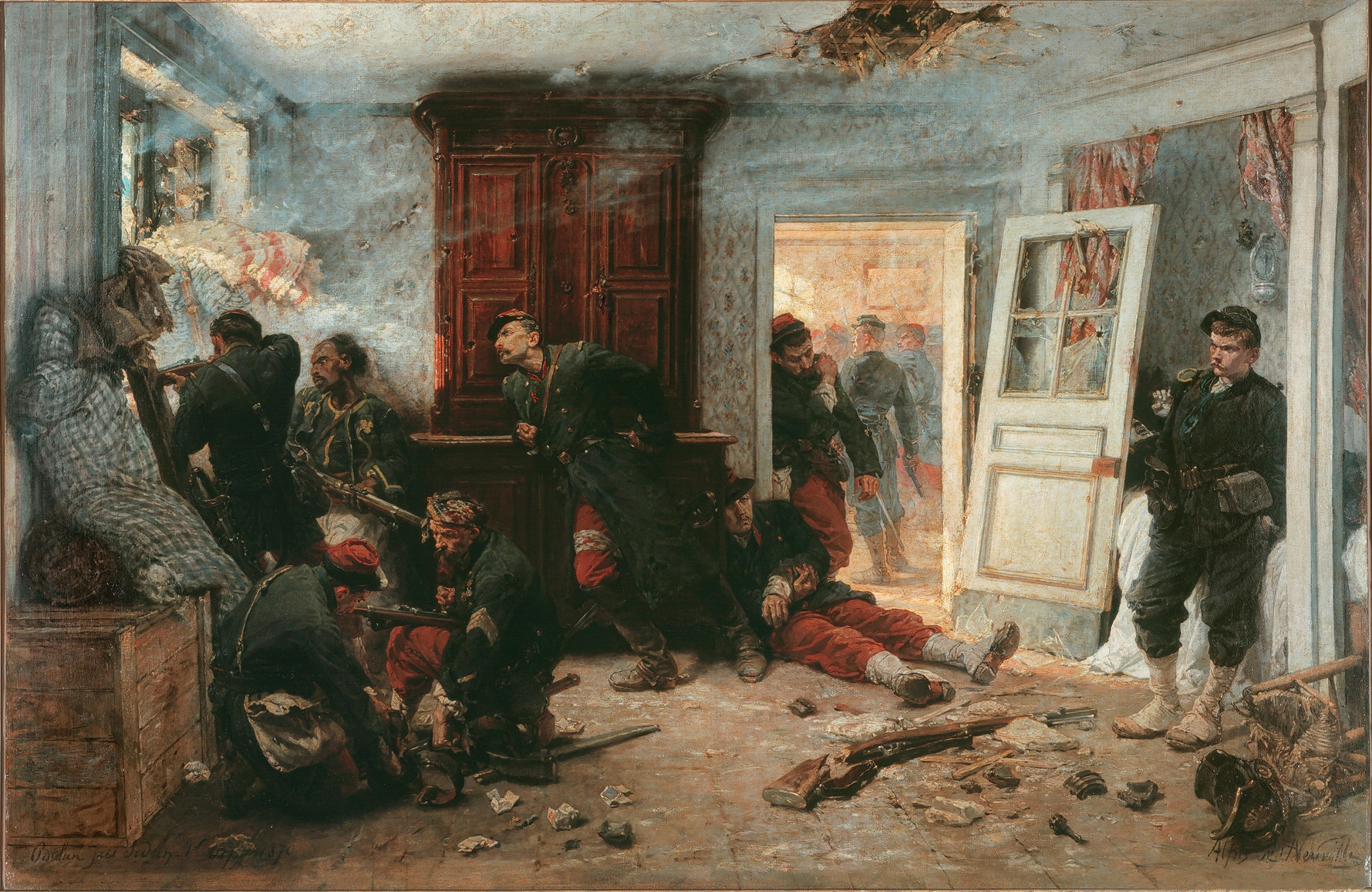
Les dernières cartouches (1873)
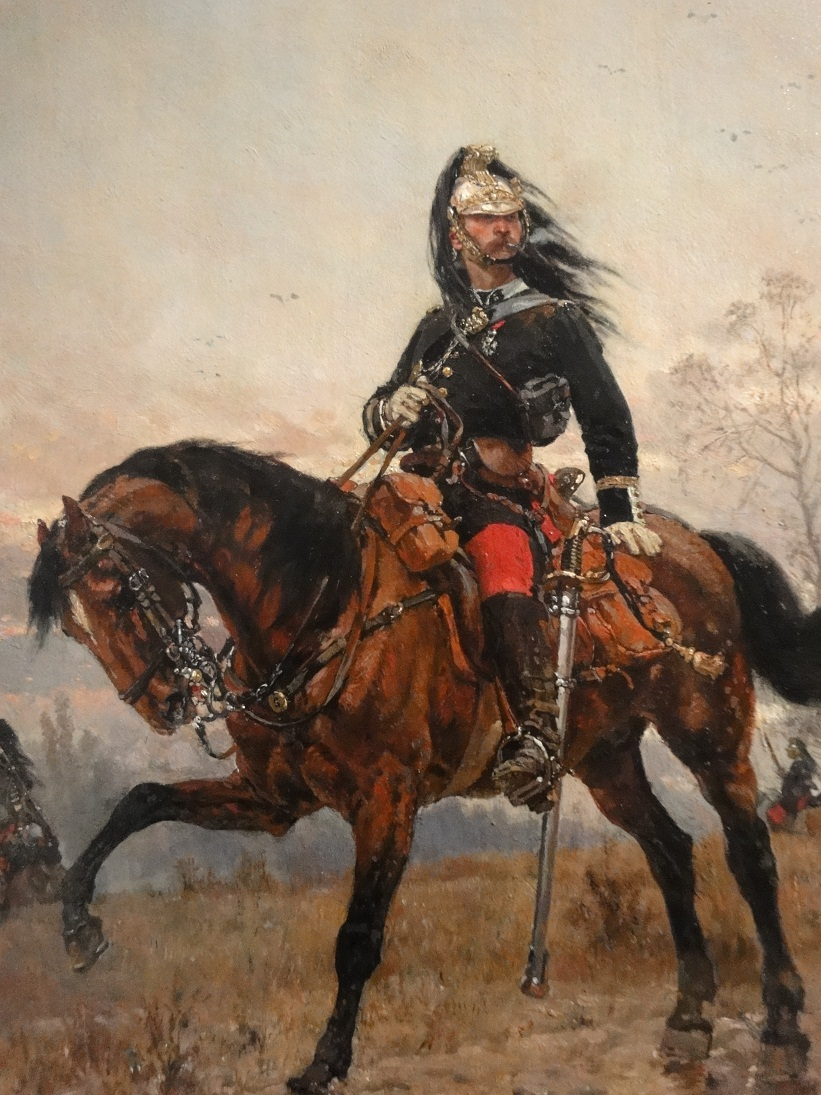
Capitaine de dragons (1878)
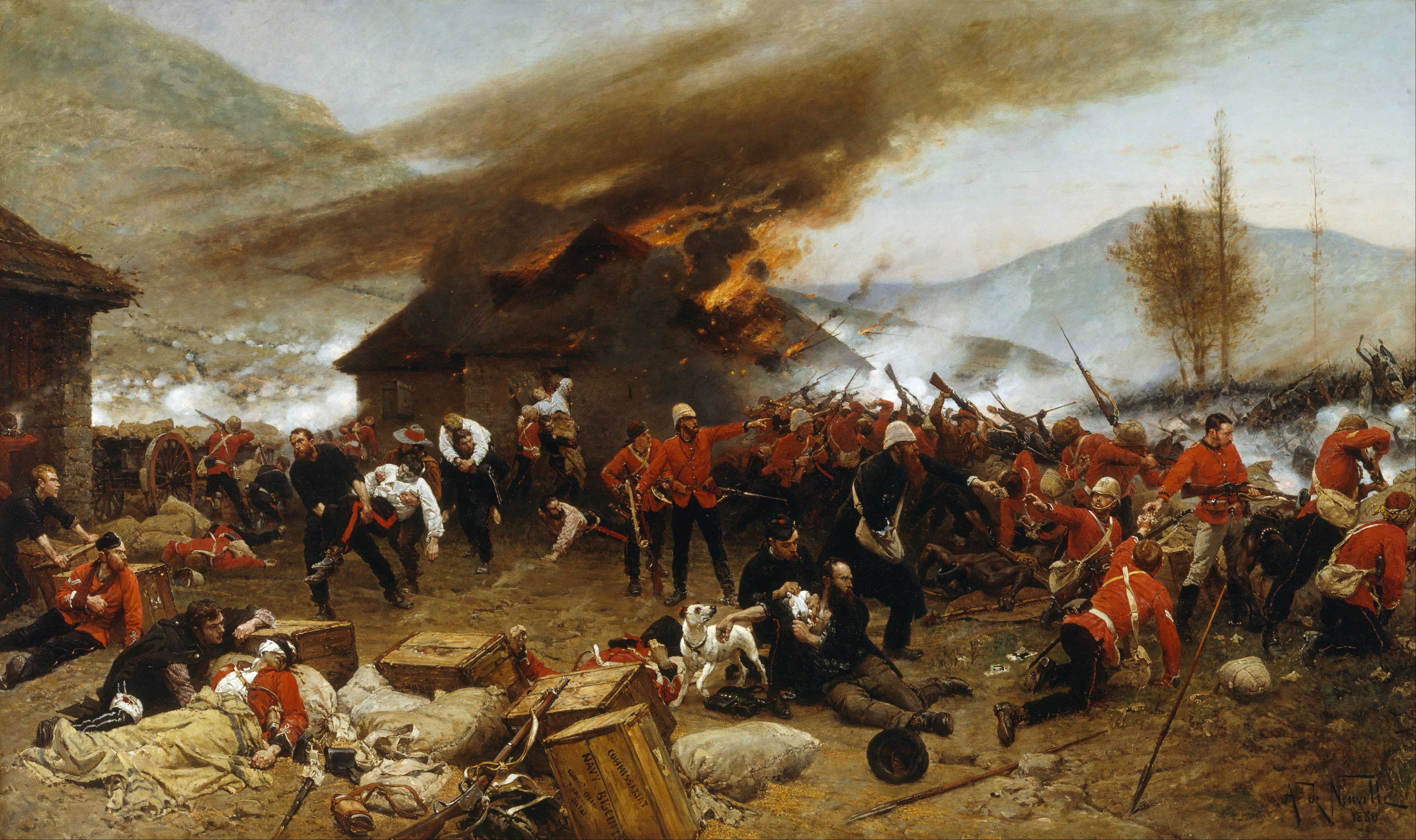
La difesa di Rorke's Drift (1879)
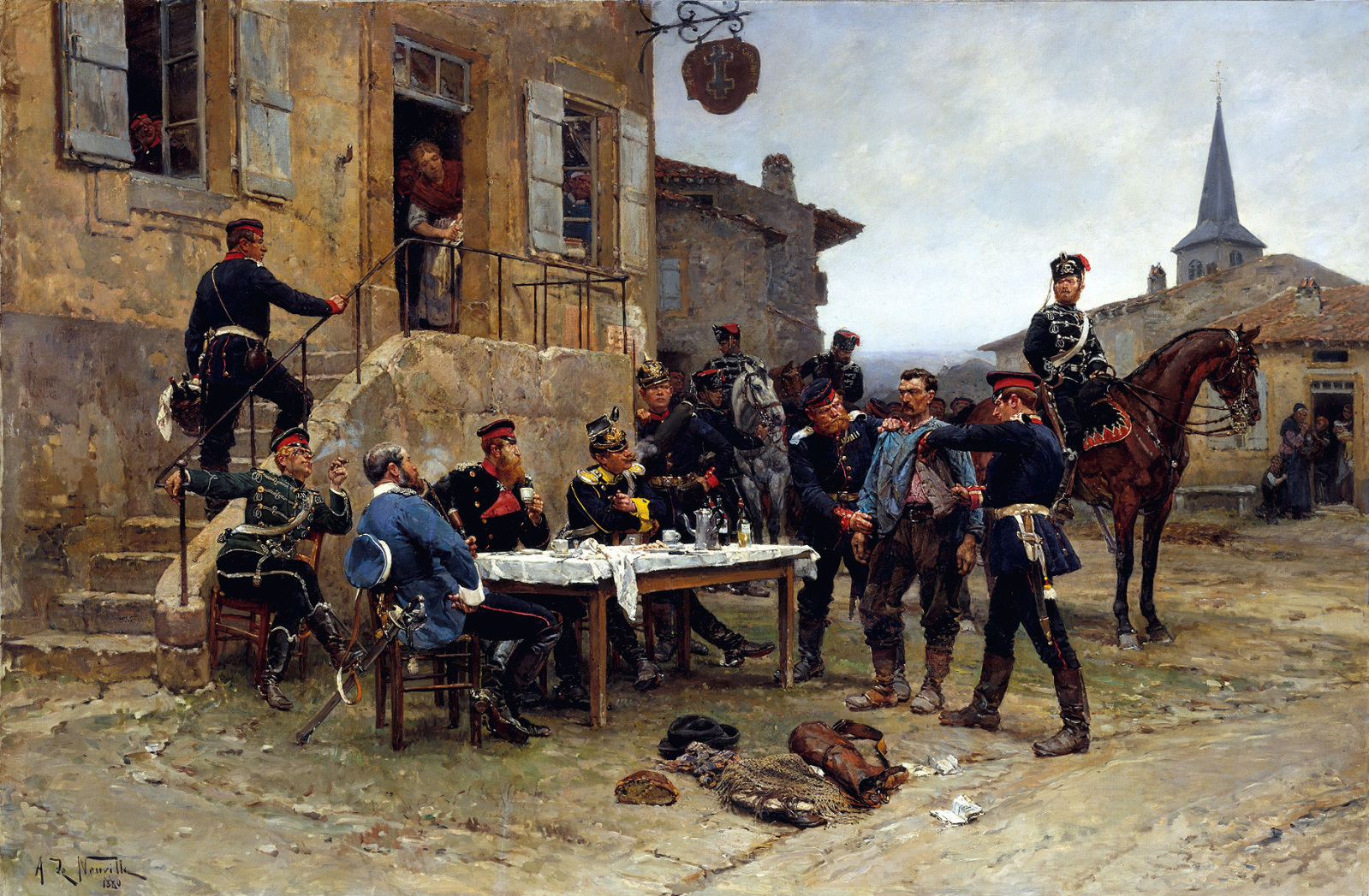
L'espion (1880)
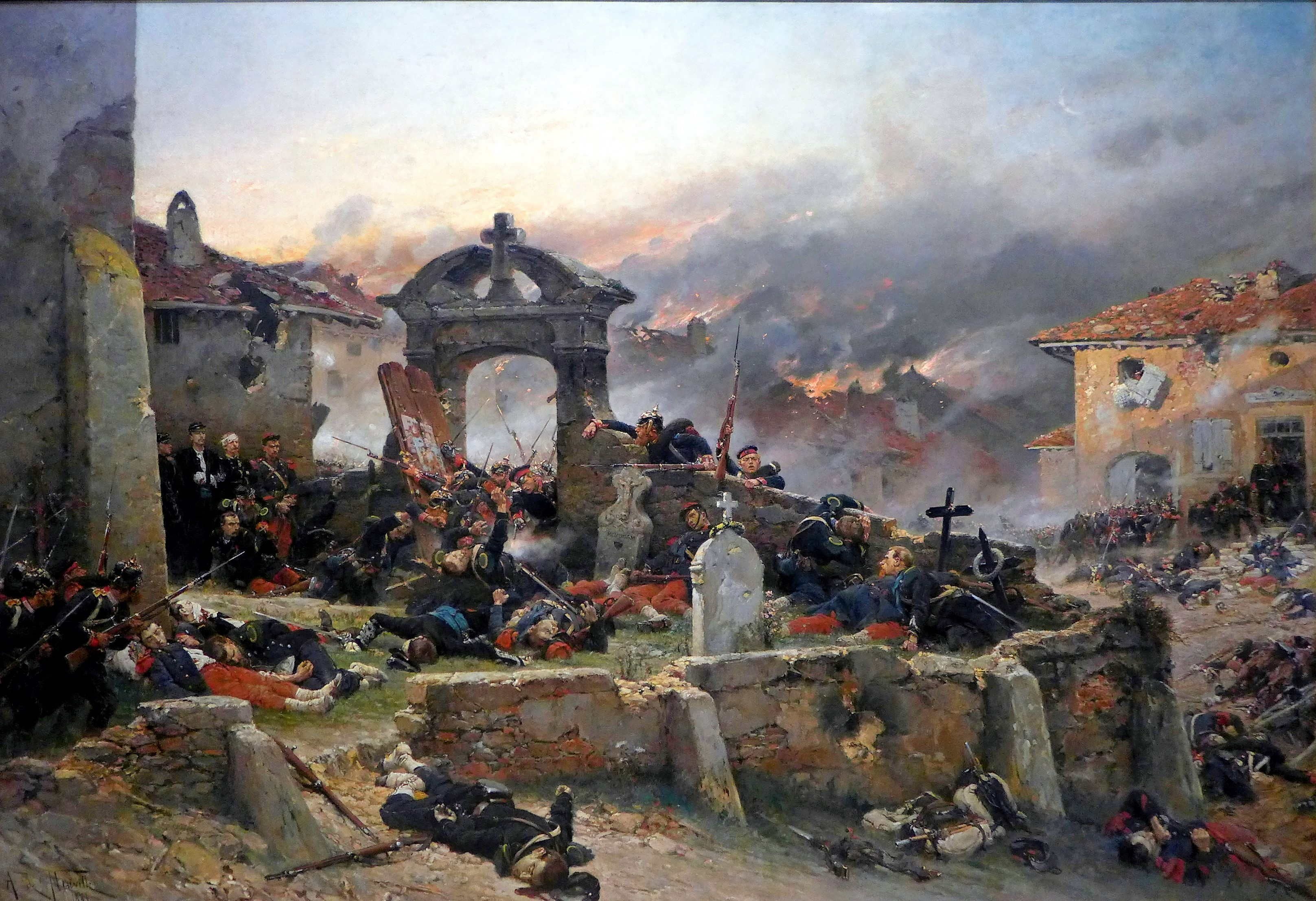
Le cimetière de Saint-Privat (1881)